# Pierre-François Barbié
Pour les articles homonymes, voir Barbié.
Pierre-François Barbié est un homme politique français né le 31 août 1753 à Vitry-le-François (Marne) et décédé le 14 mars 1808 au même lieu.
Lieutenant général du bailliage de Vitry-le-François, il est député du tiers état aux états généraux de 1789 où il se prononce pour les idées nouvelles. Il est nommé président du tribunal de Vitry-le-François en 1800.

## Sources
- « Pierre-François Barbié », dans Adolphe Robert et Gaston Cougny, Dictionnaire des parlementaires français, Edgar Bourloton, 1889-1891 [détail de l’édition]